# Memorial del Teatre Holandès
El Memorial del Teatre Holandès és un museu d'Amsterdam (Holanda) situat a l'edifici del que va ser un reconegut teatre del barri jueu. L'any 1942, en plena ocupació dels Països Baixos per part de l'exèrcit alemany, aquest teatre va ser utilitzat com a espai de trànsit on es concentrava la població jueva detinguda abans de ser enviada als camps de concentració i d'exterminació dels nazis. L'any 1962 el teatre va ser convertit en un espai museal on avui hi ha un obelisc commemoratiu, una capella laica amb una flama permanent i un mur on hi apareixen els noms de totes les víctimes. A la primera planta hi ha una exposició sobre la repressió nazi contra la població jueva dels Països Baixos.
Amb l'ocupació nazi dels Països Baixos el mes de maig del 1940 i la posada en pràctica de les polítiques discriminatòries contra la població jueva, l'any 1941 el teatre del barri jueu d'Amsterdam va passar a ser d'ús exclusiu dels ciutadans jueus que no es podien relacionar amb la resta de població. Els nens petits eren agrupats a una llar d'infants a l'altra banda del carrer. La resistència neerlandesa va poder rescatar 600 infants jueus i amagar-los en llocs segurs. Es calcula que uns 110.000 jueus van ser deportats des dels Països Baixos als camps de concentració i d'extermini. Els cinc camps de destinació van ser Auschwitz, Bergen-Belsen, Mauthausen, Sobibor i Theresienstadt.